# Río Pescado
El río Pescado es un curso natural de agua que nace en las laderas del volcán Calbuco y fluye en la provincia de Llanquihue de la región de Los Lagos hasta desembocar en el lago Llanquihue.

## Trayecto
Nace en los deshielos del volcán Calbuco y desemboca a 21 km de la ciudad de Puerto Varas, entre los poblados de La Poza y Los Riscos, siendo uno de los principales afluentes del lago Llanquihue. Posee aguas transparentes con márgenes de una abundante vegetación. Cercana a su desembocadura se ubica una estación de piscicultura.

## Historia
Luis Risopatrón lo describe en su Diccionario jeográfico de Chile (1924):: 659 
Pescado (Río del). nace en las faldas NW del volcán Calbuco, baña el fundo de aquel nombre y afluye del SE a la ribera S del lago de Llanquihue, entre La Poza y la Punta de Los Ingleses.